# Pyschma
Die Pyschma (russisch Пышма) ist ein 603 km langer rechter Nebenfluss der Tura in Sibirien (Russland, Asien).
Die Pyschma entspringt in etwa 290 m Höhe an der Ostflanke des Mittleren Ural bei Werchnjaja Pyschma, unmittelbar nördlich von Jekaterinburg. Der Fluss durchfließt den westlichen Teil des Westsibirischen Tieflandes, zunächst auf dem Territorium der Oblast Swerdlowsk, später der Oblast Tjumen und mündet schließlich beim Dorf Sosonowo, etwa 40 Kilometer östlich von Tjumen in die Tura (bei 46 m Höhe). Im Unterlauf mäandriert der Fluss stark. Er ist hier etwa 50 Meter breit, drei Meter tief, und die Fließgeschwindigkeit beträgt 0,2 m/s.
Das Einzugsgebiet der Pyschma umfasst 19.700 km². Die mittlere monatliche Wasserführung beträgt 34 m³/s (Maximum 1300 m³/s, Minimum 2 m³/s). Die wichtigsten Nebenflüsse sind von rechts Kunara und Bolschaja Kalinowka, von links der Reft.
Bei Saretschny ist die Pyschma zum Belojarskoje-Stausee aufgestaut, welcher zur Wasserversorgung des Kernkraftwerkes Belojarsk dient.
Die Pyschma gefriert von der ersten Novemberhälfte bis zur zweiten Aprilhälfte.
Die Transsibirische Eisenbahn folgt zwischen Jekaterinburg und Tjumen ungefähr dem Verlauf der Pyschma und überquert sie zweimal (bei Streckenkilometer 1944 und 2166 ab Moskau).